# 白主土城 (西能登呂岬)
白主土城（しらぬしどじょう）は、現在のサハリン島クリリオン半島のマイデル岬にあり、日本統治下（1790年 - 1875年、1905年 - 1945年）では旧南樺太の南端の西能登呂岬をのぞむ白主（シラヌシ）村にあった、中世時代の城跡である。果夥（クオフオ）・果夥城とも呼ばれる。

## 概要

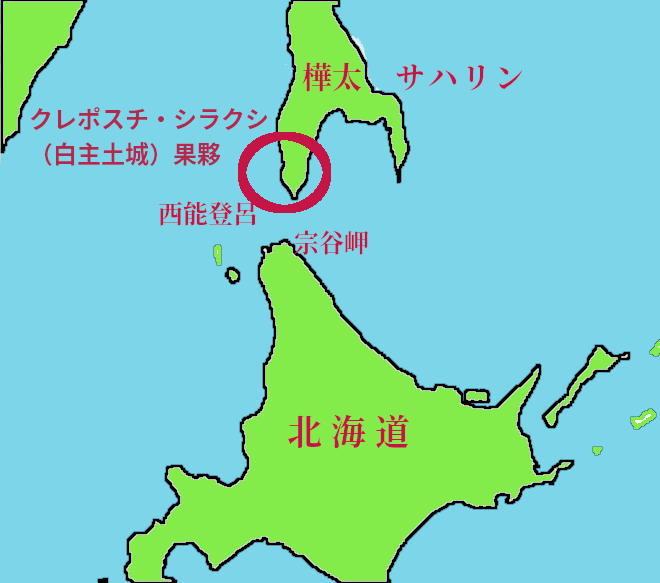

現在、白主土城の遺跡はロシア・サハリン州クリリオン半島の南西海岸のマイデル岬にあるクリリョンスキー川が流れ込む 西能登呂岬（m.Kril’on）西海岸北方2キロメートルの海成段丘上にあり、北海道の宗谷岬からは約45キロメートルの地点になる。白主土城のロシア名はクレポスチ・シラクシ（Крепость Сиракуси）。戦前までの遺跡の所在地住所は日本国樺太の真岡支庁本斗郡好仁村大字白主字白主となっていた。しっかりとして状態のよい大陸式の城跡は、緯度の高い極寒厳しい地域では非常に珍しい遺跡とされて、天気の良いときは宗谷岬からも見える日がある。土城のある白主村は、江戸時代から幕府が設立した交易所があった場所で、漁業を中心とした日本人が多い村であり、漁期に募集されるアイヌや山丹で商品取引するウルチなどが拠点にする一つでもあった。
地名の語源は、アイヌ語の「シララ （岩）」と「ヌシ（多くの）」に由来するとする説があるが、古くから「白主村」は「不知主村」と別の漢字で表記されており、いつ誰が建てたかわからず「主（ぬし）が知（し）れない」その村の土城跡を日本人が「しらぬぬし（不知主）」と呼んでいたことを地名の由来とする説もある。かつてこの遺構を伊東信雄が「支那式土城」と名付けて有名になったことがあったが、その頃地元では「グイの土城」とも呼ばれた。
中国の歴史書『元史』「元文類（国朝文類）」に記載されたサハリン地域の「果夥」（クオフオ）という地名（施設名）はこの「白主土城」であるとされており、近年の歴史関連書籍のほとんどが、白主土城と果夥を同一のものとして扱っている。

## 遺構・構造

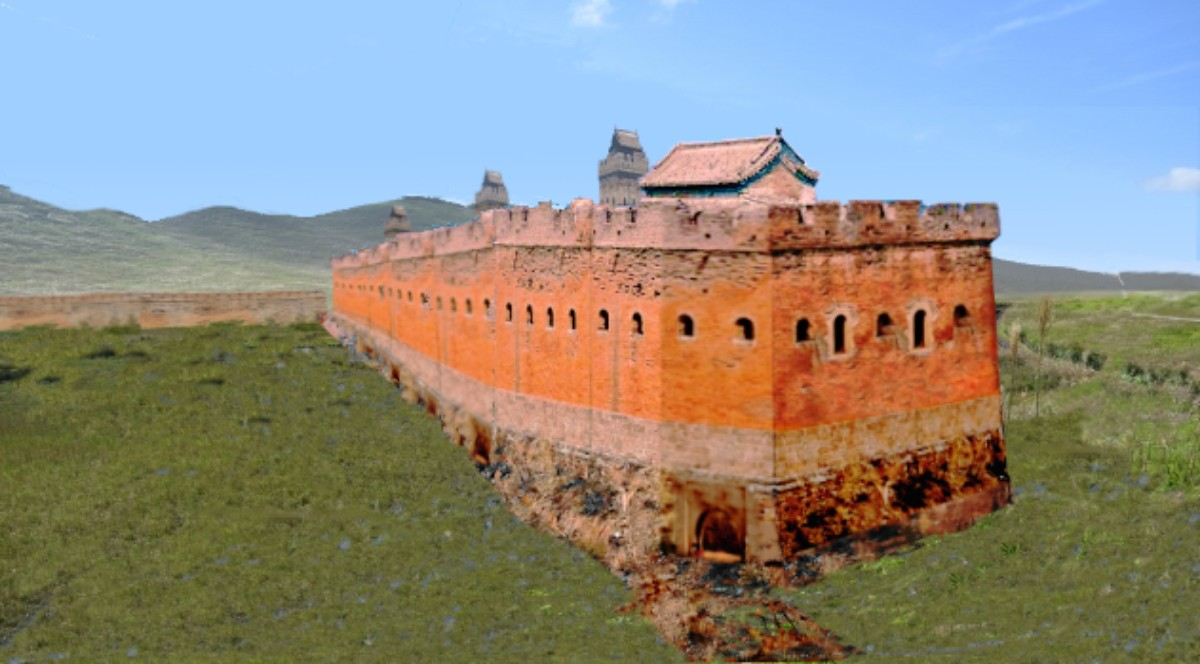
遺跡調査・版築をもとにした白主土城の想像図

白主土城遺跡は江戸時代に発見された。その構造は1辺約120mの方形で、壕と土塁を有し、大陸で普及した版築の技法を用いて築造された方形土城であり、アイヌのチャシ（砦）とは大きく異なっているとされる。特に約20 cm単位の土留めを用いたと推測される精緻な版築技術は、サハリンの在地勢力にはみられない技術だという。金朝や元朝の技術の影響が窺えるとする指摘もある。土城の平面形は、やや歪んだ台形を呈する。土城の南西にあたる海岸段丘の崖面を正面としており、設計には海岸に面することを重視した意図が看て取れるという。　
三辺の土塁のうち、残存する北西と南東の土塁には、幅4メートルほどの門を有する。辺の長さは、南東土塁が104メートル、北西土塁が115メートル。南西（土塁が無い辺）は98メートル、土塁が消失している北東側は115メートルを計測している。土塁の幅は、地点により一定ではないが、下端が約6メートル、上端が約2.5メートルであった。堀は、土塁の外側を廻る空堀。堀の底と土塁頂上の比高差は3メートルを超える。
土城の遺構からは、大陸産のパクロフカ陶器（破片など八点）が出土している。パクロフカ文化の年代観は、おおよそ9世紀から13世紀に位置付けられる。版築は万里の長城にも用いられた技法であり、また、1尺 = 31.6 cmの尺度を用いていることから、築造された時期については11世紀から13世紀の金朝から元朝の時代、日本ならば平安末期の奥州藤原の時代から鎌倉時代後期のあたりだろうとされてるが、諸説ある。白主土城の用途については、砦や要塞、あるいは交易所と推察されるという。

## 歴史・築造時期

### 平安時代末～鎌倉時代初頭築造説
樺太のワシ羽などの産品はアイヌや和人社会だけではなく、間宮海峡対岸の大陸・満州においても需要があった。事実、北樺太に住むニヴフは、オホーツク文化時代から大陸の民族と頻繁に交易していた。このため、女真族の建てた大陸の金王朝との間で利害が衝突した可能性もあり、白主土城は末期の金朝が拠点とした施設とする見解もある。

### モンゴルの樺太侵攻説
当時、唐子（骨嵬）と呼ばれたアイヌと吉里迷（ギレミ、吉烈滅）の間にワシ羽などの産品の確保をめぐり軋轢が生じた。吉里迷は蒙古（モンゴル帝国）に援軍を要請し、モンゴルの樺太侵攻を招いた（吉里迷・蒙古と唐子エゾ陣営の戦いも参照）。蒙古は1264年から1308年の間、半世紀近くの間に数千人、万人単位の兵や船1000艘など大規模なものだけでも複数回（2桁）にわたり派遣している（『元史』第五巻六十三頁、『元文類』巻四十一）。中でも元軍の征東招討司に任じられた聶古帯（ニクタイ）、塔塔児帯（タタルタイ）、兀魯帯（ウロタイ）らによる至元21年（1284年）から3年連続の討伐樺太遠征攻撃は1万人の駐屯部隊が各所に配置されるまでに至り、その結果としてアイヌは完全に樺太から排除されたという（『元史』第十三、十四）。その時点でこの白主土城が築城されたという説が一方にある。
しかし、当時のアイヌの人口は少なく、兵力に割ける人数は多くて数百人とされ、武器の材料となる鉄や食料なども和人社会から供給を受けていた。また、さらに人口の少ない北樺太の住人のニヴフの一部やオロッコを加えても、蒙古の兵力に遠く及ばず対抗するのが極めて難しいことは想像に難くない。ただ、当時、安東水軍を擁し北海道や樺太周辺で活動し組織的に蒙古に対抗しうる勢力であった安東氏 も、ワシ羽などの産品の確保の点で唐子エゾと利害が一致し、その後ろ盾になっていたことが推察される。安東氏の連携や支援を受け、唐子エゾは半世紀近く戦い続けたとみられる。唐子エゾ陣営と蒙古はほぼ互角に戦い、『元文類』巻四十一には、永仁5年（1297年）骨嵬（唐子エゾ）陣営が黒龍江流域に攻め込んだ記録が見える。このとき、南からの支援や援軍を監視・妨害する目的で蒙古が「果夥（クオフオ）」城を築造したとされており、この白主土城に比定する説もある。

## 関連資料施設
- サハリン州郷土博物館[14]　Kommunisticheskiy pr., 29 Yuzhno-Sakhalinsk 693010 Russia　樺太豊原市東8条南6丁目